# Križevci, Hrvaška
Križevci so mesto na Hrvaškem, ki upravno spada v Koprivniško-križevsko županijo.
V administrativnem območju mesta (Grad Križevci) je leta 2011 živelo 21.122 ljudi, po popisu 2021 pa le še 19.052. Samo mesto (naselje) Križevci ima 10.581 prebivalcev (2011 še 11.251, 2001 pa 11.541).

## Versko središče
V Križevcih sta drugotni (konkatedralni) sedež rimskokatoliške Bjelovarsko-križevske škofije (Bjelovarsko-križevačka biskupija) in (uradni-formalni) sedež grkokatoliške škofije za Hrvaško in sosednji državi - Bosno in Hercegovino ter Slovenijo (poprej za celotno Jugoslavijo). V mestu je od leta 1994 tudi središče gibanja fokolarjev za jugozahodno Evropo.

## Demografija
| Pregled števila prebivalcev po letih | Pregled števila prebivalcev po letih | Pregled števila prebivalcev po letih | Pregled števila prebivalcev po letih | Pregled števila prebivalcev po letih | Pregled števila prebivalcev po letih | Pregled števila prebivalcev po letih | Pregled števila prebivalcev po letih | Pregled števila prebivalcev po letih | Pregled števila prebivalcev po letih | Pregled števila prebivalcev po letih | Pregled števila prebivalcev po letih | Pregled števila prebivalcev po letih | Pregled števila prebivalcev po letih | Pregled števila prebivalcev po letih |       |       |
| ------------------------------------ | ------------------------------------ | ------------------------------------ | ------------------------------------ | ------------------------------------ | ------------------------------------ | ------------------------------------ | ------------------------------------ | ------------------------------------ | ------------------------------------ | ------------------------------------ | ------------------------------------ | ------------------------------------ | ------------------------------------ | ------------------------------------ | ----- | ----- |
| 1857                                 | 1869                                 | 1880                                 | 1890                                 | 1900                                 | 1910                                 | 1921                                 | 1931                                 | 1948                                 | 1953                                 | 1961                                 | 1971                                 | 1981                                 | 1991                                 | 2001                                 | 2011  | 2021  |
| 2144                                 | 2615                                 | 2933                                 | 3358                                 | 3581                                 | 4897                                 | 4698                                 | 4264                                 | 4933                                 | 5591                                 | 6642                                 | 8356                                 | 9900                                 | 11236                                | 11541                                | 11251 | 10581 |